# Măldărești
Măldărești est une commune du județ de Vâlcea en Roumanie.